# Osteoide
Osteoide (AO 1945: osteóide) é um termo da histologia e da embriologia para se referir a porção orgânica de matriz não mineralizada do tecido ósseo durante o processo de ossificação endocondral. Se forma antes da maturação do tecido ósseo. Osteoblastos dão início ao processo de formação do tecido ósseo ao secretarem tanto o osteoide quanto várias proteínas específicas. Quando o osteoide se torna mineralizado, este e as células ósseas adjacentes desenvolvem-se em novo tecido ósseo.

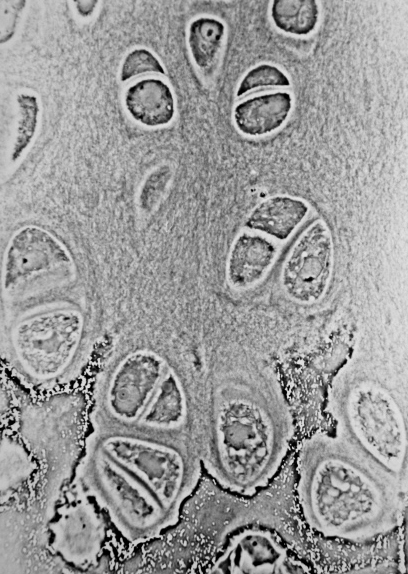
Zona hipertrófica de um osso, com maturação de condrócitos no topo da foto e degeneração de condrócitos na base da foto. Essa é uma parte saudável do processo de ossificação.

Em crianças o osteoide responde por cerca de 50% do volume do osso e 25% do seu peso. É composto por fibras (predominantemente compostas por colágeno tipo I) e substância fundamental (predominantemente composta por sulfato de condroitina e osteocalcina).

## Patologias associadas
Quando não há minerais suficientes ou há uma disfunção dos osteoblastos, o osteoide não mineraliza convenientemente, e vai-se acumulando. Este processo denomina-se por osteomalácia (nas crianças ocorre com o nome de raquitismo).
Em casos muito raros, as células de origem mesenquimal primitivas desenvolvem-se em osteoblastos diferenciados (não saudáveis) e produzem osteoides malignos. Isso resulta na formação de um tumor ósseo maligno conhecido como osteossarcoma ou sarcoma osteogênico. Este tumor maligno ocorre com mais frequência entre adolescentes durante os períodos de formação rápida de osteoide (período conhecido popularmente como "surto de crescimento").